# Lavuur

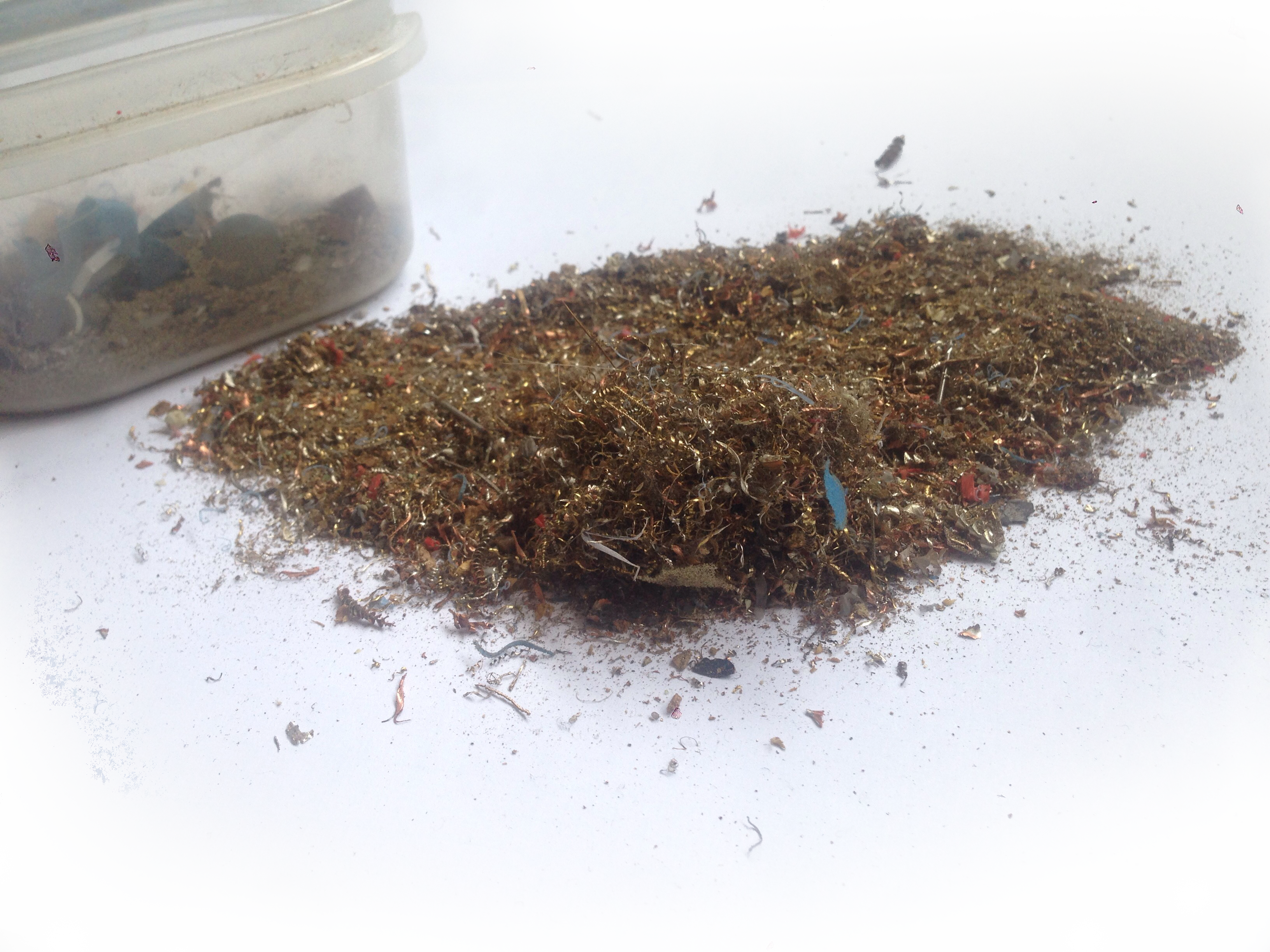
Lavuur

Lavuur is fijn metaalbewerking-afval waar edelmetalen in zitten. Het is afval verzameld in een werkplaats van o.a. edel- zilver- en goudsmeden, zoals polijststof, stofzuigerzakken, boorresten en veegsel. De term wordt daarom met name gebruikt door metaalbewerkers en metaal-recycling bedrijven. 
Door de bronnen waaruit het verzameld is, is het gehalte edelmetaal relatief laag en erg divers in vergelijking tot schroot. Wegens de hoge startkosten van het recyclen van lavuur wordt het vaak pas ter recycling ingeleverd wanneer een bedrijf beëindigd gaat worden. Het wordt daarom door smeden vaak gezien als het 'pensioenpotje' of 'vakantiepotje'.